# Liga dos Campeões da UEFA de 2018–19 – Fase Final
A Fase Final da Liga dos Campeões da UEFA de 2018–19 foi disputada entre 12 de fevereiro e 1 de junho de 2019, com a final no Estádio Wanda Metropolitano em Madrid, Espanha. Um total de 16 equipes participaram desta fase.

## Equipes classificadas
| Grupo | Líderes de grupo    | Vice-líderes de grupo |
| ----- | ------------------- | --------------------- |
| A     | Borussia Dortmund   | Atlético de Madrid    |
| B     | Barcelona           | Tottenham             |
| C     | Paris Saint-Germain | Liverpool             |
| D     | Porto               | Schalke 04            |
| E     | Bayern de Munique   | Ajax                  |
| F     | Manchester City     | Lyon                  |
| G     | Real Madrid         | Roma                  |
| H     | Juventus            | Manchester United     |

## Calendário
A programação é a seguinte (todos os sorteios são realizados na sede da UEFA em Nyon, na Suíça)
| Fase       | Rodada           | Data do sorteio                       | Partida de ida                                            | Partida de volta                                          |
| ---------- | ---------------- | ------------------------------------- | --------------------------------------------------------- | --------------------------------------------------------- |
| Fase final | Oitavas de final | 17 de dezembro de 2018, 12:00 (UTC+1) | 12–13 e 19–20 de fevereiro de 2019                        | 5–6 e 12–13 de março de 2019                              |
| Fase final | Quartas de final | 15 de março de 2019, 12:00 (UTC+1)    | 9–10 de abril de 2019                                     | 16–17 de abril de 2019                                    |
| Fase final | Semifinais       | 15 de março de 2019, 12:00 (UTC+1)    | 30 de abril – 1 de maio de 2019                           | 7–8 de maio de 2019                                       |
| Fase final | Final            | 15 de março de 2019, 12:00 (UTC+1)    | 1 de junho de 2019 no Estádio Wanda Metropolitano, Madrid | 1 de junho de 2019 no Estádio Wanda Metropolitano, Madrid |

## Oitavas de final
O sorteio das oitavas de final foi realizado em 17 de dezembro de 2018 na sede da UEFA em Nyon na Suíça.
As partidas de ida foram disputadas em 12, 13, 19 e 20 de fevereiro e as partidas de volta em 5, 6, 12 e 13 de março de 2019.
| Equipe 1           | Total    | Equipe 2            | 1.º jogo | 2.º jogo  |
| ------------------ | -------- | ------------------- | -------- | --------- |
| Schalke 04         | 2–10     | Manchester City     | 2–3      | 0–7       |
| Atlético de Madrid | 2–3      | Juventus            | 2–0      | 0–3       |
| Manchester United  | 3–3 (gf) | Paris Saint-Germain | 0–2      | 3–1       |
| Tottenham          | 4–0      | Borussia Dortmund   | 3–0      | 1–0       |
| Lyon               | 1–5      | Barcelona           | 0–0      | 1–5       |
| Roma               | 3–4      | Porto               | 2–1      | 1–3 (pro) |
| Ajax               | 5–3      | Real Madrid         | 1–2      | 4–1       |
| Liverpool          | 3–1      | Bayern de Munique   | 0–0      | 3–1       |

Todas as partidas seguem o fuso horário (UTC+1).

### Partidas de ida
| 12 de fevereiro de 2019 | Manchester United | 0 – 2     | Paris Saint-Germain       | Old Trafford, Manchester                    |
| 21:00                   |                   | Relatório | Kimpembe 53' · Mbappé 60' | Público: 74 054 Árbitro: ITA Daniele Orsato |

| 12 de fevereiro de 2019 | Roma             | 2 – 1     | Porto      | Estádio Olímpico, Roma                      |
| 21:00                   | Zaniolo 70', 76' | Relatório | Adrián 79' | Público: 51 727 Árbitro: NED Danny Makkelie |

| 13 de fevereiro de 2019 | Tottenham                                         | 3 – 0     | Borussia Dortmund | Estádio de Wembley, Londres                      |
| 21:00                   | Son Heung-min 47' · Vertonghen 83' · Llorente 86' | Relatório |                   | Público: 71 214 Árbitro: ESP Antonio Mateu Lahoz |

| 13 de fevereiro de 2019 | Ajax       | 1 – 2     | Real Madrid               | Johan Cruijff Arena, Amsterdã                 |
| 21:00                   | Ziyech 75' | Relatório | Benzema 60' · Asensio 87' | Público: 52 286 Árbitro: POL Szymon Marciniak |

| 19 de fevereiro de 2019 | Liverpool | 0 – 0     | Bayern de Munique | Anfield, Liverpool                           |
| 21:00                   |           | Relatório |                   | Público: 52 250 Árbitro: ITA Gianluca Rocchi |

| 19 de fevereiro de 2019 | Lyon | 0 – 0     | Barcelona | Parc Olympique Lyonnais, Décines-Charpieu |
| 21:00                   |      | Relatório |           | Público: 57 889 Árbitro: TUR Cüneyt Çakır |

| 20 de fevereiro de 2019 | Schalke 04                    | 2 – 3     | Manchester City                      | Veltins-Arena, Gelsenkirchen                         |
| 21:00                   | Bentaleb 38' (pen), 45' (pen) | Relatório | Agüero 18' · Sané 85' · Sterling 90' | Público: 54 417 Árbitro: ESP Carlos del Cerro Grande |

| 20 de fevereiro de 2019 | Atlético de Madrid      | 2 – 0     | Juventus | Wanda Metropolitano, Madrid               |
| 21:00                   | Giménez 78' · Godín 83' | Relatório |          | Público: 67 193 Árbitro: GER Felix Zwayer |

### Partidas de volta
| 5 de março de 2019 | Real Madrid | 1 – 4     | Ajax                                                 | Estádio Santiago Bernabéu, Madrid        |
| 21:00              | Asensio 70' | Relatório | Ziyech 7' · David Neres 18' · Tadić 62' · Schöne 72' | Público: 77 013 Árbitro: GER Felix Brych |

Ajax venceu por 5–3 no placar agregado.
| 5 de março de 2019 | Borussia Dortmund | 0 – 1     | Tottenham | Signal Iduna Park, Dortmund                 |
| 21:00              |                   | Relatório | Kane 49'  | Público: 66 099 Árbitro: NED Danny Makkelie |

Tottenham venceu por 4–0 no placar agregado.
| 6 de março de 2019 | Paris Saint-Germain | 1 – 3     | Manchester United                     | Parc des Princes, Paris                    |
| 21:00              | Bernat 12'          | Relatório | Lukaku 2', 30' · Rashford 90+4' (pen) | Público: 47 441 Árbitro: SVN Damir Skomina |

3–3 no placar agregado. Manchester United venceu pela regra do gol fora de casa.
| 6 de março de 2019 | Porto                                              | 3 – 1 (pro) | Roma               | Estádio do Dragão, Porto                  |
| 21:00              | Tiquinho 26' · Marega 52' · Alex Telles 117' (pen) | Relatório   | De Rossi 37' (pen) | Público: 49 029 Árbitro: TUR Cüneyt Çakır |

Porto venceu por 4–3 no placar agregado.
| 12 de março de 2019 | Manchester City                                                                                       | 7 – 0     | Schalke 04 | City of Manchester Stadium, Manchester      |
| 21:00               | Agüero 35' (pen) , 38' · Sané 42' · Sterling 56' · Bernardo Silva 71' · Foden 78' · Gabriel Jesus 84' | Relatório |            | Público: 51 518 Árbitro: FRA Clément Turpin |

Manchester City venceu por 10–2 no placar agregado.
| 12 de março de 2019 | Juventus                    | 3 – 0     | Atlético de Madrid | Juventus Stadium, Turim                    |
| 21:00               | Ronaldo 27', 48', 86' (pen) | Relatório |                    | Público: 40 884 Árbitro: NED Björn Kuipers |

Juventus venceu por 3–2 no placar agregado.
| 13 de março de 2019 | Bayern de Munique | 1 – 3     | Liverpool                    | Allianz Arena, Munique                      |
| 21:00               | Matip 39' (g.c.)  | Relatório | Mané 26', 84' · van Dijk 69' | Público: 68 145 Árbitro: ITA Daniele Orsato |

Liverpool venceu por 3–1 no placar agregado.
| 13 de março de 2019 | Barcelona                                                     | 5 – 1     | Lyon        | Camp Nou, Barcelona                           |
| 21:00               | Messi 18' (pen), 78' · Coutinho 31' · Piqué 81' · Dembélé 86' | Relatório | Tousart 58' | Público: 92 346 Árbitro: POL Szymon Marciniak |

Barcelona venceu por 5–1 no placar agregado.

## Quartas de final
O sorteio das quartas de final foi realizado em 15 de março de 2019 às 13:00 (UTC+1) na sede da UEFA em Nyon na Suíça. Também nesse sorteio foi definido os confrontos das semifinais e o time "mandante" da final para fins administrativos.
As partidas de ida foram disputadas em 9 e 10 de abril e as partidas de volta em 16 e 17 de abril de 2019.
| Equipe 1          | Total    | Equipe 2        | 1.º jogo | 2.º jogo |
| ----------------- | -------- | --------------- | -------- | -------- |
| Ajax              | 3–2      | Juventus        | 1–1      | 2–1      |
| Liverpool         | 6–1      | Porto           | 2–0      | 4–1      |
| Tottenham         | 4–4 (gf) | Manchester City | 1–0      | 3–4      |
| Manchester United | 0–4      | Barcelona       | 0–1      | 0–3      |

Todas as partidas seguem o fuso horário (UTC+2).

### Partidas de ida
| 9 de abril de 2019 | Liverpool                      | 2 – 0     | Porto | Anfield, Liverpool                               |
| 21:00              | Keïta 5' · Roberto Firmino 26' | Relatório |       | Público: 52 465 Árbitro: ESP Antonio Mateu Lahoz |

| 9 de abril de 2019 | Tottenham         | 1 – 0     | Manchester City | Tottenham Hotspur Stadium, Londres         |
| 21:00              | Son Heung-min 78' | Relatório |                 | Público: 60 044 Árbitro: NED Björn Kuipers |

| 10 de abril de 2019 | Manchester United | 0 – 1     | Barcelona       | Old Trafford, Manchester                     |
| 21:00               |                   | Relatório | Shaw 12' (g.c.) | Público: 74 093 Árbitro: ITA Gianluca Rocchi |

| 10 de abril de 2019 | Ajax            | 1 – 1     | Juventus    | Johan Cruijff Arena, Amsterdã                        |
| 21:00               | David Neres 46' | Relatório | Ronaldo 45' | Público: 50 390 Árbitro: ESP Carlos del Cerro Grande |

### Partidas de volta
| 16 de abril de 2019 | Juventus    | 1 – 2     | Ajax                          | Juventus Stadium, Turim                     |
| 21:00               | Ronaldo 28' | Relatório | van de Beek 34' · de Ligt 67' | Público: 41 445 Árbitro: FRA Clément Turpin |

Ajax venceu por 3–2 no placar agregado.
| 16 de abril de 2019 | Barcelona                     | 3 – 0     | Manchester United | Camp Nou, Barcelona                      |
| 21:00               | Messi 16', 20' · Coutinho 61' | Relatório |                   | Público: 96 708 Árbitro: GER Felix Brych |

Barcelona venceu por 4–0 no placar agregado.
| 17 de abril de 2019 | Porto            | 1 – 4     | Liverpool                                                 | Estádio do Dragão, Porto                    |
| 21:00               | Éder Militão 69' | Relatório | Mané 26' · Salah 65' · Roberto Firmino 77' · van Dijk 84' | Público: 49 117 Árbitro: NED Danny Makkelie |

Liverpool venceu por 6–1 no placar agregado.
| 17 de abril de 2019 | Manchester City                                    | 4 – 3     | Tottenham                            | City of Manchester Stadium, Manchester    |
| 21:00               | Sterling 4', 21' · Bernardo Silva 11' · Agüero 59' | Relatório | Son Heung-min 7', 10' · Llorente 73' | Público: 53 348 Árbitro: TUR Cüneyt Çakır |

4–4 no placar agregado. Tottenham venceu pela regra do gol fora de casa.

## Semifinais
O sorteio das semifinais foi realizado em 15 de março de 2019 (após o sorteio das quartas de final) na sede da UEFA em Nyon na Suíça.
As partidas de ida serão disputadas em 30 de abril e 1 de maio e as partidas de volta em 7 e 8 de maio de 2019.
| Equipe 1  | Total    | Equipe 2  | 1.º jogo | 2.º jogo |
| --------- | -------- | --------- | -------- | -------- |
| Tottenham | 3–3 (gf) | Ajax      | 0–1      | 3–2      |
| Barcelona | 3–4      | Liverpool | 3–0      | 0–4      |

Todas as partidas seguem o fuso horário (UTC+2).

### Partidas de ida
| 30 de abril de 2019 | Tottenham | 0 – 1     | Ajax            | Tottenham Hotspur Stadium, Londres               |
| 21:00               |           | Relatório | van de Beek 15' | Público: 60 243 Árbitro: ESP Antonio Mateu Lahoz |

| 1 de maio de 2019 | Barcelona                   | 3 – 0     | Liverpool | Camp Nou, Barcelona                        |
| 21:00             | Suárez 26' · Messi 75', 82' | Relatório |           | Público: 98 299 Árbitro: NED Björn Kuipers |

### Partidas de volta
| 7 de maio de 2019 | Liverpool                          | 4 – 0     | Barcelona | Anfield, Liverpool                        |
| 16:00             | Origi 7', 79' · Wijnaldum 54', 56' | Relatório |           | Público: 55 212 Árbitro: TUR Cüneyt Çakır |

Liverpool venceu por 4–3 no placar agregado.
| 8 de maio de 2019 | Ajax                    | 2 – 3     | Tottenham             | Johan Cruijff Arena, Amsterdã            |
| 21:00             | De Ligt 5' · Ziyech 35' | Relatório | Lucas 55', 59', 90+6' | Público: 52 641 Árbitro: GER Felix Brych |

3–3 no placar agregado. Tottenham venceu pela regra do gol fora de casa.

## Final
| 1 de junho de 2019 | Tottenham | 0 – 2     | Liverpool                  | Estádio Wanda Metropolitano, Madrid        |
| 21:00 (UTC+2)      |           | Relatório | Salah 2' (pen) · Origi 87' | Público: 63 272 Árbitro: SVN Damir Skomina |